# 2013 JF65
2013 JF65, também escrito como 2013 JF65, é um objeto transnetuniano que está localizado no Cinturão de Kuiper, uma região do Sistema Solar. Este corpo celeste é classificado como um plutino, pois, o mesmo está em uma ressonância orbital de 2:3 com o planeta Netuno. Ele possui uma magnitude absoluta de 9,2 e tem um diâmetro estimado de 64 km.

## Descoberta
2013 JF65 foi descoberto no dia 7 de maio de 2013 pelo Outer Solar System Origins Survey.

## Órbita
A órbita de 2013 JF65 tem uma excentricidade de 0,180 e possui um semieixo maior de 39,561 UA. O seu periélio leva o mesmo a uma distância de 32,440 UA em relação ao Sol e seu afélio a 46,682 UA.